# Metro Pictures Corporation
Metro Pictures Corporation war eine US-amerikanische Filmproduktions- und Filmvertriebsgesellschaft, die 1915 von Richard A. Rowland und Louis B. Mayer gegründet wurde. Das zunächst in New York und später in Los Angeles ansässige Unternehmen ging 1924 in der neu gegründeten Metro-Goldwyn-Mayer (MGM) auf.

## Geschichte
Vorläufer der Metro Pictures war die seit 1914 nachgewiesene Alco Film Corporation, eine kleine Filmproduktions- und Verleihfirma mit Sitz in New York City, die Richard Rowland und Louis B. Mayer 1915 in die neue Firma Metro Pictures Corporation umwandelten. Ab 1917 führte Rowland sie alleine weiter.
Bereits kurz nach ihrer Gründung schickte die Metro ein Filmteam nach Kalifornien, um dort ein Aufnahmestudio aufzubauen. Fündig wurde man 1915 in Hollywood auf einem Gelände, auf dem heute die Ren-Mar Studios stehen. 1917 erwarb das Unternehmen das ebenfalls in Hollywood gelegene Lone Star Studio der Mutual Film Corporation.
Nach dem Ende des Ersten Weltkrieges erlebte das Filmgeschäft in den USA einen starken Aufschwung, und viele Besitzer von Kinoketten begannen selber Filme zu produzieren. Einer von ihnen war Marcus Loew, der die Filme für seine Kinos zunächst von seinem ehemaligen Kompagnon Adolph Zukor bezog. Als Zukor begann, Filme nicht mehr zu Festpreisen, sondern gegen eine Gewinnbeteiligung zu verleihen, beschloss Loew sich unabhängig zu machen und begann mit dem Aufkauf von Produktionsgesellschaften.
Die Interessen der Metro Pictures deckten sich mit denen Loews: Das Filmstudio brauchte, um ihre Produktionen abzusetzen, eine feste und zuverlässige Kinoanbindung. 1920 fusionierte Loews Kinokette Loews Theatres mit der Metro, im selben Jahr produzierte die neue Firma den erfolgreichsten Film ihrer Geschichte: The Four Horsemen of the Apocalypse von Rex Ingram mit dem neuen Weltstar Rudolph Valentino.
1924 schlug der Präsident der Goldwyn Picture Corporation, F. J. Godsol, der Leitung der Metro einen Zusammenschluss vor. Dritter Partner wurde Louis B. Mayer Pictures, und ab dem 17. Mai 1924 gab es das neue Filmstudio Metro-Goldwyn-Mayer.
194 Filme sind heute noch bekannt, die von der Metro produziert wurden.

## Stars und Regisseure der Metro (Auswahl)

### Männliche Stars
- Francis X. Bushman
- Edward Connelly
- Frank Currier
- Allan Forrest
- Hale Hamilton
- Joseph Kilgour
- Bert Lytell
- Jack Mulhall
- Harry Northrup
- Ramón Novarro
- Eugene Pallette
- Lewis Stone
- Rudolph Valentino

### Weibliche Stars
- May Allison
- Ethel Barrymore
- Beverly Bayne
- Viola Dana
- Alice Lake
- Alla Nazimova
- Anna Q. Nilsson
- Emily Stevens
- Edith Storey
- Alice Terry
- Rosemary Theby
- Emmy Wehlen

### Regisseure
- George D. Baker
- Harry Beaumont
- Herbert Blaché
- Tod Browning
- Edwin Carewe
- John H. Collins
- Dallas M. Fitzgerald
- Harry L. Franklin
- John Ince
- Rex Ingram
- Maxwell Karger
- Wesley Ruggles

## Filmografie (Auswahl)
- 1917: Blue Jeans
- 1917: Alias Mrs. Jessop
- 1918: Revelation
- 1918: Revenge
- 1919: Im Netz verstrickt (Blind Man's Eyes)
- 1919: Ein guter Kerl im Sträflingskittel oder Das Recht auf Leben (Blackie's Redemption)
- 1919: The Red Lantern
- 1920: Alias Jimmy Valentine
- 1920: The Saphead
- 1920: Polly with a Past
- 1920: Hearts are Trumps
- 1921: The Four Horsemen of the Apocalypse
- 1921: Uncharted Seas
- 1921: The Conquering Power
- 1922: Turn to the Right
- 1922: Der Gefangene von Zenda
- 1922: Sherlock Brown
- 1922: Trifling Women
- 1922: Peg o' My Heart
- 1923: Flucht aus dem Paradies (Where the Pavement Ends)
- 1923: Scaramouche
- 1923: Die drei Zeitalter (Three Ages)
- 1924: Happiness